# Battlefield Play4Free
Battlefield Play4Free era un videogioco sparatutto in prima persona sviluppato da EA Digital Illusions CE e EAsy Studios, pubblicato da Electronic Arts. Il gioco (spesso abbreviato in BFP4F) è basato su una versione modificata del motore di gioco di Battlefield 2, che contiene vari miglioramenti come edifici, armi, divise e mappe ad alta risoluzione ed effetti di post-processing. Sono state tralasciate alcune funzioni minori. Il gioco non è più disponibile online data la chiusura nel 14 Luglio 2015. Esso utilizzava un sistema di micro-transazioni simile a quello di Battlefield Heroes. Battlefield Play4Free è stato annunciato il 5 novembre 2010. Il gioco, dopo una fase di Beta Testing iniziata il 4 aprile 2011, il 4 aprile del 2012 ha festeggiato il suo 1º compleanno che ha permesso a tutti i giocatori di ricevere una t-shirt regalo per l'avatar. Durante questo periodo è stata pubblicata anche un'altra t-shirt in versione limitata a pagamento. Il 4 aprile 2013, la community di BFP4F ha festeggiato il 2º compleanno, con una t-shirt e un basco in edizione limitata. Il download per il gioco includeva un plugin per il browser e un software di 1300 MB. All'inizio della registrazione sono presenti funzioni di personalizzazione dell'avatar che includono la pelle, il colore dei capelli, l'acconciatura e le caratteristiche del viso, non più modificabili in seguito. Il 15 aprile 2015 sulla pagina Facebook ufficiale di Battlefield Play4Free è stato fatto sapere ai giocatori che in data 14 luglio 2015 i server verranno chiusi, e qualche ora dopo il sito web di Battlefield Play4Free reindirizzerà gli utenti al sito ufficiale della serie Battlefield.

## Classi e Armi
Al momento dell'iscrizione a Battlefield Play4Free si potevano scegliere quattro classi: Assault, Medic, Engineer e Recon. Due slot di classi erano gratuiti per ogni account, ma era anche possibile acquistare altri slot con i Battlefunds, fino ad un massimo di otto. Il livello di esperienza massimo raggiungibile è 30, e ad ogni livello si acquisiva un 'Training Point' che permetteva di sbloccare abilità specifiche della classe. Ogni arma (escluse pistole e fucili a canna liscia) poteva essere modificata con appositi accessori (attachments): ottiche, tipo di munizioni, canne, calci; ad alcune possono essere modificate le mimetiche. La maggior parte delle armi e degli accessori poteva essere noleggiata a tempo o acquistata definitivamente (con Credits e Funds).

### Assault (Assalto)
Questa classe è caratterizzata dall'utilizzo di fucili d'assalto, dal possesso di box per il rifornimento di munizioni, l'utilizzo di esplosivo C4 anche contro i veicoli nemici e la possibilità di richiedere rinforzi. È efficace nel combattimento a corta-media distanza. Il suo simbolo nel gioco è un fulmine.

#### Armi a disposizione
G3A4 (arma di default), AEK-971, STG77AUG, M4A1, M16A2, SCAR-L, AN-94 Abakan, 416 Carbine, XM8, AK-47, L85A2, F2000, FAMAS, ACW-R, A-91.

### Medic (Medico)
Il Medico è armato con mitragliatrici leggere, utili nel fuoco di soppressione. Può curare sé stesso e i compagni con dei box specifici e può rianimarli con il defibrillatore. Può rilasciare, inoltre, "flare" per lo spawn dei compagni di squadra. Il suo simbolo nel gioco è una croce.

#### Armi a disposizione
MG3 (arma di default), PKM, M60, M-249 SAW, MG36, M240B, QJY-88, FN Minimi Para, XM8AR, RPK-74M, M27 IAR, QBB-95, Pecheneg, L86A2, LSAT.

### Engineer (Geniere)
Il Geniere utilizza le PDW, mitra e versioni compatte di fucili d'assalto. Come arma anticarro utilizza il lanciarazzi RPG-7, il quale proietto può essere agganciato ai mezzi nemici mediante il tracer dart. Il geniere può riparare veicoli e velivoli con l'attrezzo riparatore, può posizionare mine anticarro e può utilizzare il lanciagranate XM25. Il suo simbolo nel gioco è una chiave inglese.

#### Armi a disposizione
PP-2000 (arma di default), P90, MP7, UMP45, MP5, UZI, AKS-74U, 9A-91, XM8c, PP-19, PDW-R, AS Val, G53, M5K, MTAR-21.

### Recon (Cecchino)
Il Recon è caratterizzato dall'utilizzo di fucili di precisione, che rendono questa classe ottima nel combattimento a media-lunga distanza. Un sensore di movimento può essere lanciato per individuare i nemici in una determinata zona, è possibile posizionare mine antiuomo Claymore e direzionare sequenze di colpi di mortaio. Il suo simbolo nel gioco è il reticolo del mirino.

#### Armi a disposizione
SV-98 (arma di default), SVD, M24, M95, SVU-A, M14 EBR, M110, VSS Vintorez, GOL, L96A1, SKS, M82A3, JNG-90, M98B.

### Armi e gadget a disposizione di tutte le classi
- Melee: Coltello, Khukri Blade
- Pistole: M9 (arma secondaria di default), MP-443 Grach (in versione standard, Veteran ed Elite), M1911 (in versione standard, Veteran ed Elite), MP-412 REX, P226, DEagle 50, Beretta 93R.
- Fucili a canna liscia: 870 Combat, SPAS-12 (in versione standard, Veteran ed Elite), SPAS-15, USAS-12 (in versione standard, Veteran ed Elite), Saiga-12, MK3A1, Scattergun, Nosferatu (Le ultime due sono usate come armi secondarie).
- Bomba a mano
- Tracer Dart: dispositivo tracciante agganciabile a tutti i veicoli nemici.
- Satellite Surveillance: dispositivo che consente di localizzare i nemici nella minimappa per un periodo limitato di tempo.
- Bende ed iniezioni di adrenalina: curano gradualmente o istantaneamente il personaggio.

## Modalità di gioco
Ogni partita su Battlefield Play4Free supporta fino a 32 giocatori online. I giocatori vengono scelti casualmente per giocare come soldati dell'esercito russo o statunitense. Le due modalità finora implementate sono Assault, un classico cattura la bandiera, e Rush, in cui gli attaccanti, entro un certo limite di tempo, dovranno cercare di attivare e distruggere centrali di trasmissione nemiche, mentre i difensori dovranno cercare di difenderle ed eventualmente disattivarle. Tutte le mappe sono in modalità Assault ed, inoltre, le mappe Sharqi, Karkand, Dalian, Basra, Dragon Valley e Oman sono anche in modalità Rush.

### Mappe
La maggior parte delle mappe di Battlefield Play4free sono dirette modifiche di quelle di Battlefield 2. Le mappe sono ambientate in due scenari diversi, Medio Oriente ed Estremo Oriente.
Del primo scenario fanno parte:
1. Basra nelle modalità assalto e rush (combattimento urbano)
2. Karkand nelle modalità assalto e rush (combattimento urbano, combattimento con veicoli)
3. Mashtuur in modalità assalto (combattimento urbano, combattimento con veicoli)
4. Oman in modalità assalto e rush (area desertica, combattimento con veicoli terrestri ed anfibi e velivoli)
5. Sharqi nelle modalità assalto e rush (combattimento urbano)

Del secondo scenario fanno parte:
1. Dalian nelle modalità assalto e rush (area aperta, combattimento con veicoli terrestri ed anfibi e velivoli)
2. Dragon Valley in modalità assalto e rush (area aperta, combattimento con veicoli terrestri ed anfibi ed elicotteri)
3. Myanmar in modalità assalto (foresta tropicale, combattimento con veicoli)

### Veicoli
I giocatori possono avere accesso fino a 16 veicoli.
- Elicotteri d'assalto: AH-64 Apache, Mi-28
- Elicotteri da trasporto: UH-60 Blackhawk, Mi-17
- Elicotteri da ricognizione: MH-6 Littlebird, Z-11w (versione cinese dell'AS350 Ecureil)
- Aerei da combattimento: F-35, MiG-29
- Carri Armati: M1 Abrams, T-90
- APC: LAV-25, BTR-90
- Veicoli Leggeri: Humvee, GAZ-3937 Vodnik
- Jeep: Desert Patrol Vehicle, FAV Buggy
- Mezzi navali: Rigid-Hulled Inflatable Boat (RIB)

## Modalità di pagamento
La base del gioco è gratuita, ma al suo interno, per facilitare lo stesso, si possono acquistare i Funds, la moneta del gioco. Si possono comprare con carta di credito, ricarica telefonica. Essa si affianca ai Credits, moneta guadagnabile semplicemente giocando le partite.

## Soundtrack
La musica per Battlefield Play4Free è stata fornita dal gruppo metal svedese Corroded. Dopo una grande quantità di richieste da parte della comunità del gioco per una versione completa della canzone presente nel trailer iniziale, EAsy Studios ha collaborato con Corroded per pubblicare la versione completa della canzone, dal titolo "Age of Rage".